# Besar Musolli
Besar Musolli (Besianë, 28 febbraio 1989) è un calciatore kosovaro, centrocampista del Llapi.

## Biografia
Nato a Besianë, nell'allora provincia autonoma jugoslava del Kosovo. Possiede anche il passaporto albanese.

## Carriera

### Club
Il 1º luglio 2012 viene acquistato a titolo definitivo dalla squadra albanese del Kukësi per 50.000 euro.

### Nazionale
Esordisce con la nazionale kosovara il 6 ottobre 2017 nella partita di qualificazione ai Mondiali 2018 contro l'Ucraina.

## Statistiche

### Presenze e reti nei club
Statistiche aggiornate al 3 marzo 2024.
| Stagione        | Squadra         | Campionato      | Campionato | Campionato | Coppe nazionali | Coppe nazionali | Coppe nazionali | Coppe continentali | Coppe continentali | Coppe continentali | Altre coppe | Altre coppe | Altre coppe | Totale | Totale |
| Stagione        | Squadra         | Comp            | Pres       | Reti       | Comp            | Pres            | Reti            | Comp               | Pres               | Reti               | Comp        | Pres        | Reti        | Pres   | Reti   |
| --------------- | --------------- | --------------- | ---------- | ---------- | --------------- | --------------- | --------------- | ------------------ | ------------------ | ------------------ | ----------- | ----------- | ----------- | ------ | ------ |
| 2012-2013       | Kukësi          | KS              | 21         | 0          | CA              | 8               | 0               | -                  | -                  | -                  | -           | -           | -           | 29     | 0      |
| 2013-2014       | Kukësi          | KS              | 14         | 0          | CA              | 4               | 0               | UEL                | 4                  | 0                  | -           | -           | -           | 22     | 0      |
| 2014-2015       | Kukësi          | KS              | 26         | 0          | CA              | 4               | 0               | UEL                | 2                  | 0                  | -           | -           | -           | 32     | 0      |
| 2015-2016       | Kukësi          | KS              | 34         | 0          | CA              | 9               | 2               | UEL                | 4                  | 0                  | -           | -           | -           | 47     | 2      |
| 2016-2017       | Kukësi          | KS              | 33         | 0          | CA              | 1               | 0               | UEL                | 4                  | 0                  | SA          | 1           | 0           | 39     | 0      |
| 2017-2018       | Kukësi          | KS              | 32         | 1          | CA              | 7               | 0               | UCL                | 2                  | 0                  | SA          | 1           | 0           | 42     | 1      |
| 2018-2019       | Kukësi          | KS              | 11         | 0          | CA              | 4               | 0               | UCL+UEL            | 4+2                | 0                  | -           | -           | -           | 21     | 0      |
| 2019-2020       | Kukësi          | KS              | 30         | 1          | CA              | 5               | 0               | UEL                | 2                  | 0                  | SA          | 1           | 0           | 38     | 1      |
| ago.-set. 2020  | Kukësi          | KS              | 0          | 0          | CA              | 0               | 0               | UEL                | 2                  | 0                  | -           | -           | -           | 2      | 0      |
| Totale Kukësi   | Totale Kukësi   | Totale Kukësi   | 201        | 2          |                 | 42              | 2               |                    | 26                 | 0                  |             | 3           | 0           | 272    | 4      |
| 2020-2021       | Gjilani         | SL              | 30         | 1          | CK              | 1               | 0               | UEL                | -                  | -                  | -           | -           | -           | 31     | 1      |
| 2021-2022       | Gjilani         | SL              | 30         | 1          | CK              | 2               | 0               | -                  | -                  | -                  | -           | -           | -           | 32     | 1      |
| 2022-2023       | Gjilani         | SL              | 29         | 0          | CK              | 4               | 0               | UECL               | 2                  | 0                  | -           | -           | -           | 35     | 0      |
| lug.-ago. 2023  | Gjilani         | SL              | 0          | 0          | CK              | 0               | 0               | UECL               | 2                  | 0                  | -           | -           | -           | 2      | 0      |
| Totale Gjilani  | Totale Gjilani  | Totale Gjilani  | 89         | 2          |                 | 7               | 0               |                    | 4                  | 0                  |             | -           | -           | 100    | 2      |
| 2023-2024       | Llapi           | SL              | 20         | 0          | CK              | 2               | 0               | -                  | -                  | -                  | -           | -           | -           | 22     | 0      |
| Totale carriera | Totale carriera | Totale carriera | 310        | 4          |                 | 51              | 2               |                    | 30                 | 0                  |             | 3           | 0           | 394    | 6      |

## Palmarès

### Club

#### Competizioni nazionali
- Campionato albanese: 1

Kukësi: 2016-2017
- Coppa d'Albania: 2

Kukësi: 2015-2016, 2018-2019
- Supercoppa d'Albania: 1

Kukësi: 2016